# كامل طه
كامل طه (1 يناير 1897 - ) هو لاعب كرة قدم مصري يلعب كحارس مرمى، شارك في الألعاب الأولمبية الصيفية 1920.

## روابط خارجية
- كامل طه على موقع أوليمبيديا (الإنجليزية)